# Makau na Mistrzostwach Świata w Lekkoatletyce 2009
Makau na Mistrzostwach Świata w Lekkoatletyce 2009, reprezentowane było przez 1 zawodnika (trójskoczka) - Si Kuan Wonga. Nie zdobył on żadnego medalu na tych mistrzostwach.

## Występy reprezentanta Makau
| Konkurencja | Zawodnik     | Kwal. | Kwal. | Finał         | Finał         |
| Konkurencja | Zawodnik     | Wynik | Poz.  | Wynik         | Poz.          |
| ----------- | ------------ | ----- | ----- | ------------- | ------------- |
| Trójskok    | Si Kuan Wong | 14.78 | 44    | Nie awansował | Nie awansował |